# Vloek van de farao
De vloek van de farao is het volksgeloof dat beweert dat diegene die zich toegang verschaft tot het graf van een farao hiervoor gestraft zal worden. Aan dit volksgeloof zijn diverse sagen gekoppeld. In graven van vooral de koningen van het Oude Rijk zijn inscripties gevonden die verwijzen naar het (afschuwelijke) lot dat grafschenders zou treffen bij betreding van de tombes.

## Toetanchamons vloek

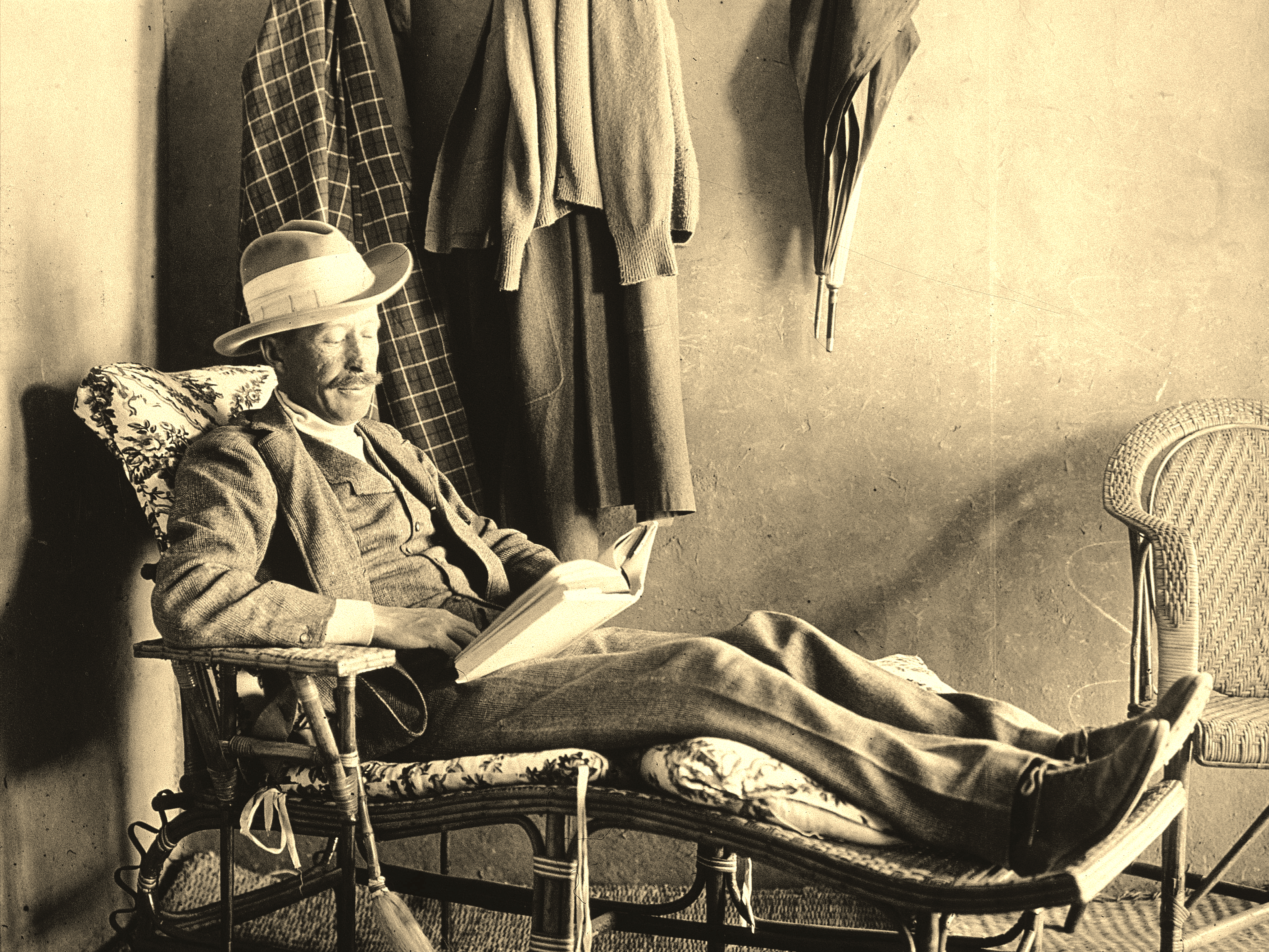
Lord Carnarvon stierf kort na opening van het graf van Toetanchamon

Het bekendste verhaal betreffende de vloek van de farao is dat van de expeditie rond 1922 onder leiding van Howard Carter naar het graf van farao Toetanchamon. Na opening van de tombe stierven tweeëntwintig mensen die met het graf van Toetanchamon of het werk daaromheen in aanraking waren gekomen een voortijdige dood. Dertien van hen waren aanwezig geweest bij de opening van het graf. Onder hen was de financier van de uitgravingen Lord Carnarvon. In het graf van de jonggestorven farao zouden plakkaten gevonden zijn met de bezwering “Degene die de slaap van de Farao stoort zal met de vleugels van de dood worden aangetast”. Hiervan is geen bewijs, hoewel er graven bestaan met soortgelijke waarschuwingen. De tekst stamt waarschijnlijk af van speculatieve krantenberichten uit die tijd.
Zes weken na opening van het graf werd Lord Carnarvon erg ziek. Aanvankelijk leek het mee te vallen, maar hij kreeg heel hoge koorts en hij ging ijlen. Hierna viel hij in coma. Op de dag van zijn dood gingen in Caïro alle lichten uit. De hond van Carnarvon (die zich in het huis van zijn baas in Engeland bevond) zou hard zijn gaan janken en viel daarna dood neer. Het huis van een vriend van Lord Carnarvon, Bruce Ingham, zou door de vloek in vlammen op zijn gegaan.
Het verhaal van de vloek werd snel overgenomen in diverse media, waaronder de New York Times en werd aangehangen door Arthur Conan Doyle, de bedenker van Sherlock Holmes.

### Waarheidsgehalte
Uit onderzoek is gebleken dat Lord Carnarvon hoogstwaarschijnlijk stierf aan bloedvergiftiging veroorzaakt door het opensnijden van een muggenbeet tijdens het scheren. De onderzoekende dokters vonden wel dat die beet niet de oorzaak van Carnarvons hoge koortsen konden zijn, dus er blijft ruimte voor speculatie. Dat geldt ook voor de dood van Carnarvons echtgenote in 1929 na een insectenbeet, en van Howard Carters secretaris Richard Bethell in hetzelfde jaar.
Howard Carter, de archeoloog die het graf van Toetanchamon ontdekte is gestorven op relatief hoge leeftijd.(64 jaar) Veel mensen zien dit als bewijs dat de vloek niet bestaat en de dood van Lord Carnarvon toeval was.
De tekst van de vloek die wordt aangehaald, is later echter nergens teruggevonden in de tombe van Toetanchamon. Ook het verhaal van de hond van Lord Carnarvon is nergens terug te vinden. Over het uitvallen van het licht in Caïro kan enkel vermeld worden dat dit zeer vaak gebeurde, dus dat de gelijktijdigheid van de gebeurtenissen niets bijzonders was.

## Schimmels
Hoewel de vloek van de farao achterhaald is, blijkt uit onderzoek dat zich in de gesloten tombes en graven gevaarlijk hoge concentraties van bacteriën en schimmels kunnen bevinden, zoals Aspergillus niger en Aspergillus flavus. Inmiddels is bekend dat Aspergillus-schimmels ernstige ziekten bij de mens kunnen veroorzaken, die bekend zijn onder de naam Aspergillose.

## Ander gebruik van de term
De term 'vloek van de farao' wordt tegenwoordig ook wel gebruikt voor de buikkrampen en diarree die veel toeristen in Egypte oplopen. Oorzaak hiervan zijn het eten en het andere klimaat. De verschijnselen zijn meestal kort en hevig.
Een soortgelijk verhaal doet de ronde over de "ijsman" Ötzi: de vloek van Ötzi.